# Fulquerio de Reims
Fulquerio el Venerable (Fulko en alemán, Foulques en francés, † 17 de junio de 900) fue arzobispo de Reims desde 882 hasta su muerte. Fue, en el último cuarto del siglo IX, el principal jefe del bando opuesto a que se coronara rey de Francia a Eudes (miembro no carolingio de la casa de los Robertinos). 
Después de la deposición del emperador del Sacro Imperio Carlos III el Gordo en 887, Fulquerio (miembro de la rama franca de la familia de los Guidoni) intentó instalar en el trono de Francia Occidentalis a su pariente de la rama italiana Guido III, duque de Spoleto (y tataranieto de Carlomagno por vía matrimonial), que viajó desde Italia hasta Langres para ser coronado en enero de 888, pero inútilmente: Eudes fue coronado un mes después en Compiègne con el apoyo de la nobleza francesa a su causa, lo que obligó a Guido de Spoleto a renunciar al título y regresar a Italia. Fulquerio entonces apoyó para el trono de Francia Occidentalis al rey de Francia Orientalis Arnulfo de Carintia, también carolingio (Carlomagno fue su tatarabuelo por vía bastarda) y también sin éxito, pues el partido de los Robertinos hizo valer su fuerza y por entonces Arnulfo estaba más preocupado por los asuntos de Italia (luchaba por ser reconocido como emperador del Sacro Imperio) y estaba interesado en mantener la paz con el reino francés. 
Fulquerio consiguió finalmente coronar en 893 al hijo más joven de Luis II el Tartamudo, Carlos III el Simple, mientras Eudes era todavía rey. Solo a su muerte en 898 pudo Carlos III sucederle y restaurar la dinastía carolingia en Francia, que a partir de entonces y durante todo el siglo X estuvo envuelta en guerras de rivalidad con los Robertinos, la dinastía real inaugurada por Eudes. 
Carlos III el Simple nombró a Fulquerio canciller durante los dos primeros años de su reinado, hasta que murió en 900, asesinado por Balduino II, conde de Flandes.
| Predecesor: Hincmaro | Arzobispos de Reims 882 - 900 | Sucesor: Herive |

- Datos: Q512325
- Multimedia: Foulques le Vénérable / Q512325